# 귤속

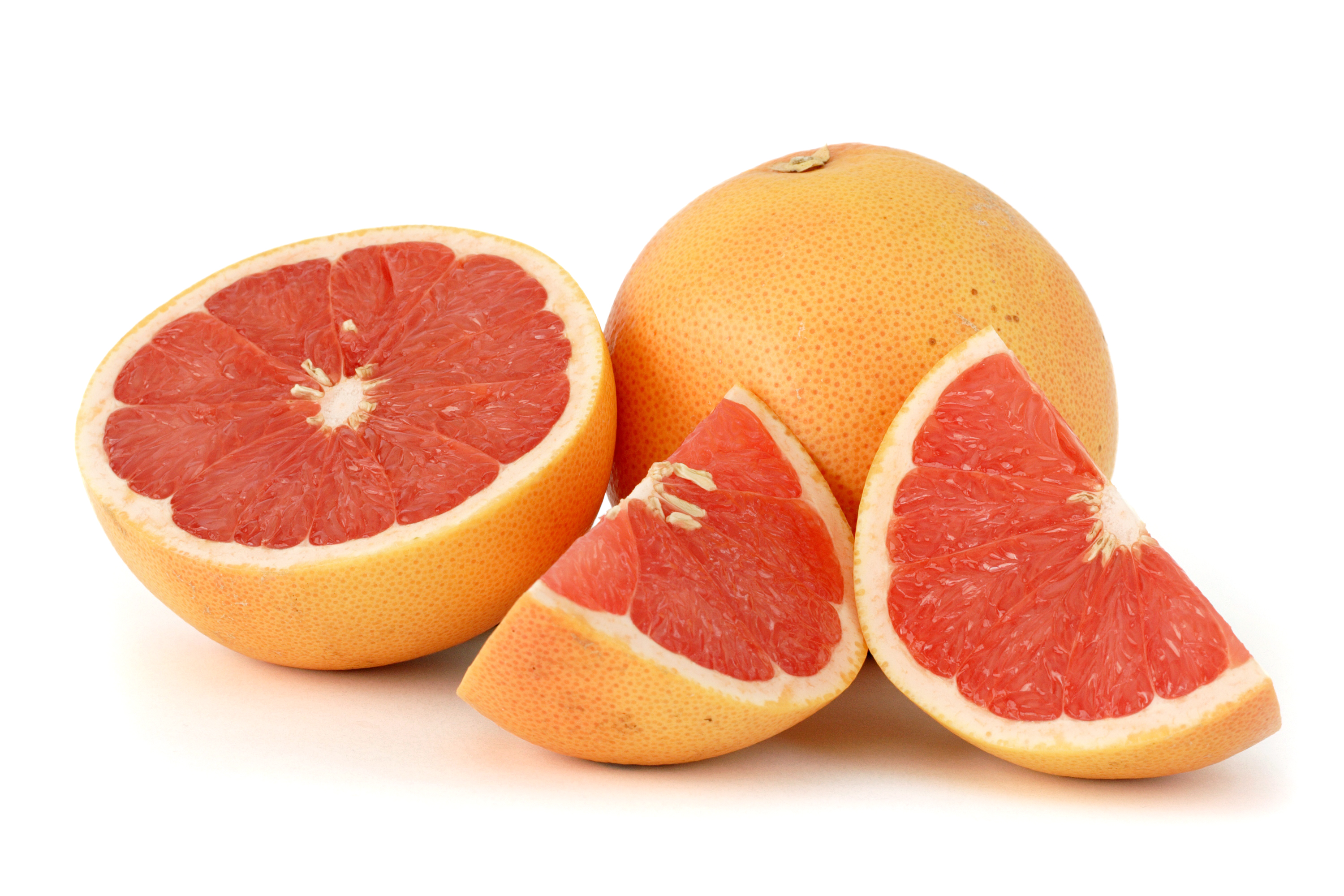
그레이프프루트

귤속(橘屬, 학명: Citrus 키트루스[*])은 운향과의 속이다. 귤속 식물의 열매는 즙이 많은 과실을 맺는다. 귤속 식물의 열매는 귤 이외에도 오렌지, 레몬, 라임, 유자 등이 있다. 열매는 구연산 함유량이 높아 특유의 신 맛과 향이 나며, 비타민 C와 플라보노이드가 풍부하다.
귤속 과일 중 시트론은 유대인을 통해서 지중해와 유럽으로 퍼져나갔고, 레몬과 오렌지는 이베리아반도에 정착한 우마이야 왕조의 무슬림을 통해서 8세기 이후 처음으로 유럽에 알려졌다. 유럽에서 오렌지와 레몬은 오랫동안 무슬림과 결부되는 과일이었다.
귤속 나무는 연평균 기온이 15℃ 이상 되는 난대지역에 알맞으며, 물 빠짐이 잘 되고 겉 흙이 깊은 모래 참흙이 좋다. 온주귤의 묘목은 탱자나무, 유자나무 등의 씨를 심어서 나온 묘에 접을 붙여서 얻으며, 묘목은 3월 하순-4월 중순에 심는다. 온주귤은 지난해에 자란 가지의 끝과 그 아래 눈에서 그 해의 새순이 자라며, 그 자란 가지 끝에 꽃이 피고 열매를 맺는다. 열매솎기는 꽃이 핀 뒤 25-35일 사이에 하는데, 이른 품종은 7월 상·중순, 보통 품종은 7월 중순-8월 상순에 끝낸다. 감귤은 11월 하순과 12월 상순 사이에 수확한다. 열매는 두꺼운 외피로 덮여 있고 그 안에 여러 개의 주머니가 있으며, 다시 그 안에 과즙이 든 주머니들이 모여 있다.
재래 감귤류 중에는 제주도 제주시 애월읍 상가리에 있는 370년된 나무도 있으며, 300년 이상된 나무도 31주나 있다. 하지만 한국에서 흔히 먹는 온주귤 등 품종이 도입된 것은 오래지 않았다.

### 귤 관련 속
Severinia
Fortunella
Poncirus

## 하위 분류

### 종
- 감귤나무(C. reticulata Blanco)
- 금귤(C. japonica Thunb.)
- 뉴기니라임(C. warburgiana F.M.Bailey)
- 라운드라임(C. australis (Mudie) Planch.)
- 러셀강라임(C. inodora F.M.Bailey)
- 망산귤(C. mangshanensis S.W.He & G.F.Liu)
- 메이든라임(C. maideniana Domin)
- 미크란타(C. micrantha  Wester)
- 사막라임(C. glauca (Lindl.) Burkill)
- 시트론(C. medica L.)
- 와코나이라임(C. wakonai P.I.Forst. & M.W.Sm.)
- 의창지(C. cavaleriei H.Lév. ex Cavalerie)
- 인도귤(C. indica Yu.Tanaka)
- 카카두라임(C. gracilis Mabb.)
- 탱자나무(C. trifoliata L.)
- 파푸아핑거라임(C. wintersii Mabb.)
- 포멜로(C. maxima (Burm.) Merr.)
- 핑거라임(C. australasica F.Muell.)
- 화이트산라임(C. garrawayi F.M.Bailey)

### 잡종,재배종,품종
- 가보스(Sphaerocarpa)
- 가을향(Gaeulhyang)
- 감자(Benikoji)
- 광귤(Daidai)
- 그레이프프루트(Paradisi)
- 기주귤(Kinokuni)
- 당귤/오렌지(Sinensis)
- 당유자(Dangyuja)
- 동정귤(Erythrosa)
- 라임쾃(Floridana)
- 랑푸르(Limonia)
- 레드향(Kanpei)
- 레몬(Limon)
- 루미아(Lumia)
- 리메타(Limetta)
- 만감(Tangor)
- 만백유(Banpeiyu)
- 머콧(Murcott)
- 메이어레몬(Meyeri)
- 미니향(Minihyang)
- 베르가못(Bergamia)
- 병감(Poonensis)
- 병귤(Platymamma)
- 불수감(Sarcodactylis)
- 블러드라임(Blood Lime)
- 블러드오렌지(Blood Orange)
- 비차리아(Bizzaria)
- 빈귤(Leiocarpa)
- 사두감(Pseudogulgul)
- 서지향(Nishinokaori)
- 시콰사(Depressa)
- 시트렌지(Insitorum)
- 쓴귤(Aurantium)
- 야파오렌지(Jaffa)
- 어글리(Ugli)
- 에트로그(Ethrog)
- 영귤(Sudachi)
- 오로블랑코(Oroblanco)
- 온주귤(Unshiu)
- 왕귤(King)
- 윈터프린스(Winter Prince)
- 유감(Suavissima)
- 유엽귤(Deliciosa)
- 유자(Junos)
- 이예감(Iyo)
- 인도라임(Limettioides)
- 일향하귤(Tamurana)
- 자바라(Jabara)
- 지각(Jigak)
- 지아미르(Jambhiri)
- 진귤(Sunki)
- 진지향(Tsunokaori)
- 천혜향(Setoka)
- 청견(Kiyomi/Beni hassaku)
- 청귤(Nippokoreana)
- 카라카라오렌지(Cara Cara)
- 카피르라임(Hystrix)
- 칼라만시(Microcarpa)
- 칼피(Webberi)
- 클레멘타인(Clementina)
- 클레오파트라귤(Reshni)
- 키노토(Myrtifolia)
- 키라임(Aurantiifolia)
- 킨누(Kinnow)
- 탄제린(Tangerina)
- 탄젤로(Tangelo)
- 팔삭(Hassaku)
- 페르시아라임(Latifolia)
- 편귤(Pyeongyul)
- 폰데로사(Pyriformis)
- 하귤(Natsudaidai)
- 하례귤(Unshiu)
- 한라봉(Shiranuhi)
- 한라향(Setomi)
- 홍귤(Tachibana)
- 황금향(Beni Madonna)

## 계통 분류

Curk et al. (2016)에 기반한 귤속 식물의 계통도

감귤나무, 시트론, 포멜로 등 몇몇 자연종을 제외하고, 오렌지, 레몬 등 귤속의 많은 재배종 식물은 대부분 자연교잡 또는 인공교잡을 통해 생겨난 잡종이다. 귤속 식물의 계통분류는 복잡하며, 자연적 종의 수는 정확히 밝혀지지 않았고 합의가 이루어지지 않았다. 계통학적, 분류학적 연구를 통해 과거에 종으로 여겨지던 많은 식물이 교잡종임이 드러났고, 유전학적 연구에 따르면 몇몇 야생종도 교잡을 통해 생겨난 것으로 보인다. 귤속 식물은 다른 종 간의 교잡이 쉽게 일어나며, 아주 비슷한 식물끼리도 계통이 크게 다를 수 있다. 몇몇 식물은 계통에 따른 차이가 내병성 외에는 없어 보이기도 한다. 반대로, 아주 달라 보이는 식물이 유전적으로는 거의 같으며 차이는 단지 변이지에 의한 것인 경우도 있다.
초기에는 여러 식물분류학자가 각기 수많은 귤속 식물을 보고했는데, 1969년까지 870종이 보고되었을 정도이다. 보고된 식물들은 후에 월터 테니슨 스윙글의 분류체계인 스윙글 체계(Swingle system)와 다나카 조자부로의 분류체계인 다나카 체계(Tanaka system)로 정리되었다. 스윙글은 귤아족(Citrinae) 식물을 "원시감귤류(primitive citrus)", 아탈란티아속 등을 포함하는 "버금감귤류(near citrus)", 그리고 귤속, 금귤속, 사막라임속, 클리메니아속, 탱자나무속, 호주라임속 등을 포함하는 "참감귤류(true citrus)" 세 그룹으로 나누었다. 스윙글의 분류에서 원시감귤류를 제외한 나머지 두 그룹에 속하는 식물들은 현재 귤속으로 분류된다. 스윙글 체계에서 귤속은 다시 두 아속으로 나뉘었는데, 시트론, 포멜로, 감귤, 오렌지, 그레이프프루트 등 16종을 포함하는 귤아속(Eucitrus, 후에는 Citrus)과 척박한 환경에서 천천히 자라며 식용하기 비교적 어려운 열매가 열리는 파페다아속(Papeda)이 그것이다. 현대 전 세계의 식물분류학계에서는 변형된 스윙글 체계가 널리 쓰인다. 다나카는 각각의 재배종 및 재배품종이 식물학적으로 종인지, 종간·종내 잡종인지에 관계 없이 종소명을 부여했으며, 결과적으로 귤속 안에 원예종 등 식물학적 종의 정의에 들어맞지 않는 것을 포함한 159종이 분류됐다. 다나카 또한 귤속을 두 아속으로 나누었는데, Archicitrus아속에는 Papeda절, Limonellus절, Aruntium절, Citrophorum절, Cephalocitrus절이 포함되었으며, Metacitrus아속에는 Osmocitrus절, Acrumen절, Pseudofortunella절이 포함되었다. 일본 학자들은 다나카 체계를 따르는 경우가 많다. 로버트 윌리어드 호지슨의 1969년 분석연구는 스윙글 체계와 다나카 체계를 통합하려는 시도였으며, 총 36종이 귤속에 분류되었다. 이러한 초기 연구는 모두 귤속 재배식물의 대다수가 감귤나무, 시트론, 포멜로 3종의 교잡을 통해 만들어졌다는 인지가 생긴 1970년대 중반 이전에 이루어졌다.
현대 계통학 연구로 귤속 재배식물의 대다수가 소수 종을 조상으로 두었다는 점이 확인되었다. 다나카의 아속 분류는 현대 계통학적 분류에 근접하지만, 스윙글의 아속 분류는 다계통이라는 점도 확인되었다. 스윙글은 금귤을 금귤속으로, 여러 종의 호주라임을 호주라임속과 사막라임속으로 따로 분류했으나, 유전자 연구를 통해 금귤과 호주라임 종들이 귤속에 속한다는 것이 밝혀졌다. 비슷하게, 과거에 클리메니아속, 옥산테라속, 탱자나무속, 페로니엘라속 등 별개의 속으로 여겨지던 속들도 귤속에 병합되었다.

## 같이 보기
- 제주감귤